# Pletzach
Die Pletzach ist ein ca. 10 km langer Wildbach in Tirol.

## Geographie

### Verlauf
Die Pletzach entsteht aus Gräben im Plumskar in der Nähe der Plumsjochhütte, fließt nordnordöstlich durchs Bärental, nimmt dabei einige Zuflüsse vom Falzthurnjoch im Süden, vom Gütenberg im Südosten und vom Plumsattel im Westen auf und erreicht dann den Gasthof Gernalm im flacheren, zunächst ostnordöstlich laufenden Gerntal. Auf diesem Abschnitt gibt es einen Zufluss vom Gratzental im Nordwesten und aus dem vom Schleimsjoch herab südwärts nahenden Hollergraben.
An diesem Zulauf knickt der Talverlauf nach Südosten und aus dem Südwesten mündet ein Zufluss von der anderen Seite der Gütenbergalm. Zwischen dem Ostfuß des Fettkopfs und dem Ortsrand von Pertisau mündet der aus Richtung der Lamsenspitze im Südwesten kommende Falzthurnbach, der wenigstens ebenso lang ist wie die Pletzach bis dorthin. In nunmehr östlichem Lauf zieht sie am linken Talrand zunächst nördlich an Pertisau vorbei, wird aus dem Ort vom aus dem Süden kommenden Dristenaubach verstärkt, durchfließt die seenahen Teile des Ortes; dort ist sie stark eingehaust. Sie mündet dann über ihren kleinen Schwemmfächer zwischen Bad und Schiffsanlegestelle in den Achensee.

### Zuflüsse
Von der Quelle zur Mündung. Auswahl.
- (Zufluss vom Falzthurnjoch), von rechts
- (Zufluss vom Gütenberg), von rechts
- (Zufluss vom Plumsattel), von links
- Gratzentalgraben, von links nach dem Gasthof Gernalm
- Hollergraben, von links
- Mahdberggraben, von links nach dem Almgasthof Pietzach
- Plechergraben, von links an der Pletzachalm-Sennhütte
- (Zufluss von der Gütenbergalm), von rechts gegenüber dem vorigen
- Falzthurnbach, von rechts und Südwesten kurz vor Pertisau
- Dristenaubach, von rechts durch Pertisau